# Selli Engler

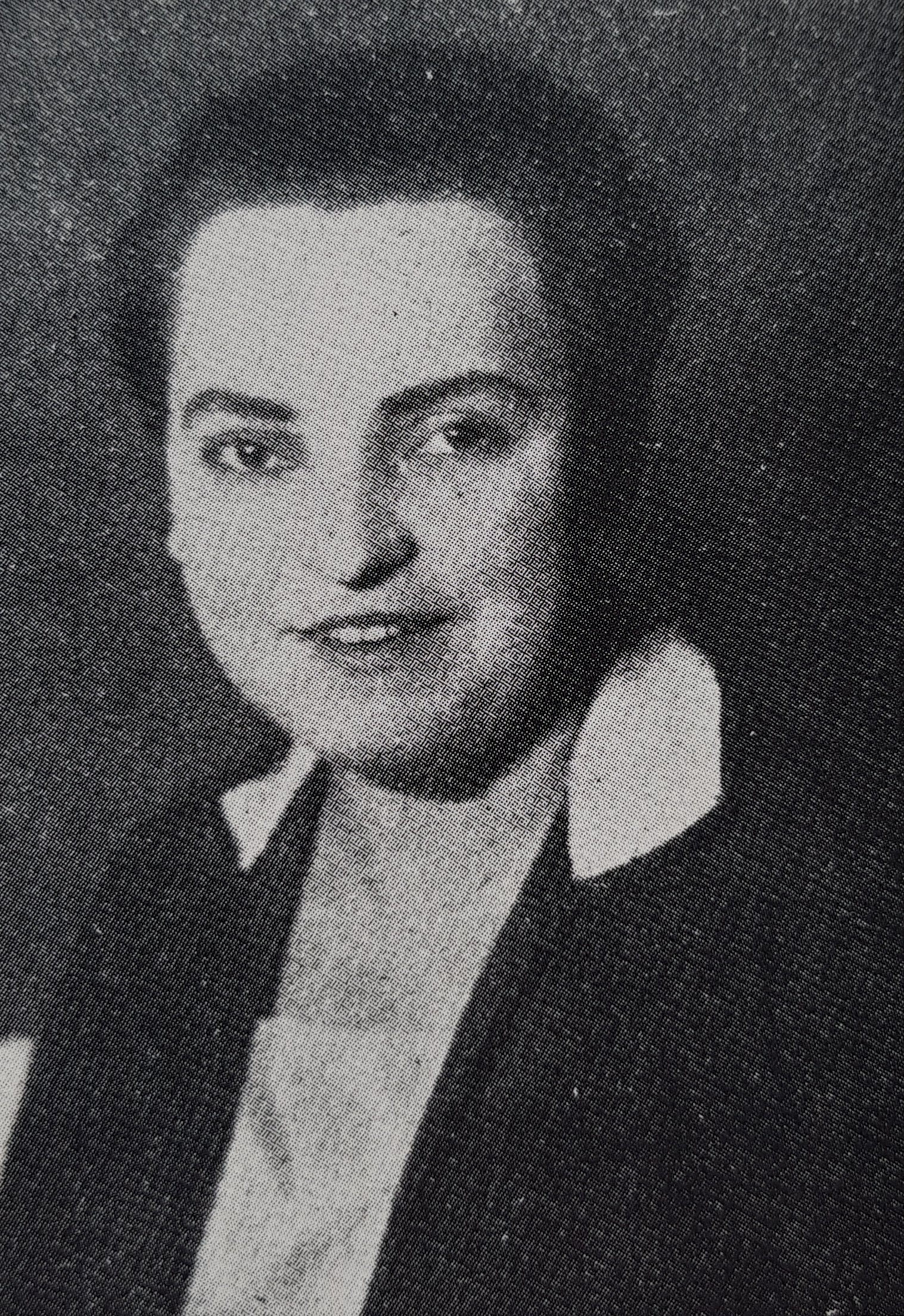
Selma Engler, 1929

Selma „Selli“ Engler (* 27. September 1899 in Schwiebus; † 30. April 1972 in West-Berlin) war eine führende deutsche Aktivistin und Autorin der weltweit ersten Lesbenbewegung zur Zeit der Weimarer Republik. Ihre dokumentierte Tätigkeit reicht von 1926 bis zum Mai 1931, in der sie als Schriftstellerin, Verlegerin und Organisatorin sogenannter Klubs tätig war.
1931 zog sie sich abrupt aus der Lesbenbewegung zurück. Sie schrieb danach weiterhin, biederte sich 1933 kurz den Nationalsozialisten an und lebte nach dem Zweiten Weltkrieg bis kurz vor ihrem Tod zurückgezogen in Berlin-Kreuzberg. Engler verstand sich bis zu ihrem Tod als Schriftstellerin, blieb aber nach 1931 ohne jeden Erfolg; von ihren Texten seither ist nichts erhalten.

## Leben und Wirken

### Frühe Jahre – 1899–1926
Selli Engler wurde am 27. September 1899 als Tochter des Pantoffelmachers Gustav Engler und seiner Ehefrau Maria Franziska in Schwiebus geboren. Engler hatte elf Geschwister, die Familie lebte in ärmlichen Verhältnissen. Der Vater starb 1912, im darauffolgenden Jahr verließ Engler als Vierzehnjährige die Schule, 1914 zog die Mutter mit einigen der Kinder, darunter Selma, nach Berlin. Als Älteste der Geschwister arbeitete Engler, um die Familie durchzubringen, anfangs als Verkäuferin; später als Kontoristin, Fakturistin und Buchhalterin. Ab 1921 übernahmen dies die inzwischen erwachsen gewordenen Geschwister, Engler war nun nicht mehr berufstätig, vermutlich führte sie die kommenden Jahre den familiären Haushalt in der Nostitzstraße 61. Dies verschaffte ihr für das kommende Jahrzehnt ökonomische und zeitliche Spielräume, die sie auch für ihre Bildung einsetzte, sie lernte Englisch und das Geigenspiel, zugleich fand sie die Zeit, „einige Stunden täglich meinen literarischen Neigungen“ nachzugehen.
Spätestens zu dieser Zeit wurde sie auch Teil der lesbischen Szene Berlins und beschäftigte sich mit sexualwissenschaftlichen Schriften zur weiblichen Homosexualität. Der genaue Zeitpunkt ihres „Coming-out“ ist allerdings nicht bekannt. Engler wurde als sogenannte „virile“ homosexuelle Frau beschrieben. Zu ihrem Wesen schrieb Franz Scott, ein zeitgenössischer Autor zur lesbischen Szene der Weimarer Republik, ihr sei „immer ein vornehmer maskulin-seriöser Schmiß eigen“ gewesen, sie selbst beschrieb sich 1929 selbstironisch als „reichlich solider Kerl“.

### Engler in der ersten Lesbenbewegung

#### DieBIF – Blätter idealer Frauenfreundschaft– 1926 bis 1927

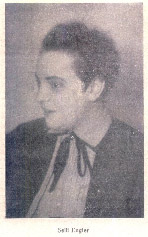
Selma Engler, 1927

Mit der Herausgabe der Zeitschrift Die BIF – Blätter Idealer Frauenfreundschaften debütierte Engler 1926 als Autorin, Verlegerin und lesbische Aktivistin gleichermaßen.
Die BIF wurde im Selbstverlag von Engler herausgegeben, laut Impressum hatte sie ihren Sitz in der Großbeerenstraße 74 III in Kreuzberg, dem Wohnsitz der Konzertsängerin Hermine Behn. Aus finanziellen Zwängen und aus Krankheitsgründen musste Engler die Veröffentlichung zweimal unterbrechen. Gedruckt wurde die BIF in Mitsching’s Buchdruckerei in Berlin, die Hefte von 1927 wurden durch den Zeitschriftenvertrieb GroBuZ ausgeliefert, Anzeigenannahmestellen gab es in zahlreichen großen Städten Deutschlands. Teile des Heftes bestritt sie mit eigenen Arbeiten, vorzugsweise Gedichten und Kurzprosa.
Begleitend zur BIF betrieb sie ab Januar 1927 den Damen-BIF-Klub, der freitags im kleinen Roten Saal des Nationalhofs in der Bülowstraße 37 tagte.
Die BIF war die erste lesbische Zeitschrift, die vollständig in den Händen von Frauen lag. Auch alle für die BIF verfassten redaktionellen Inhalte stammten von Frauen, viele Texte waren von Engler selbst, neben ihr traten vor allem Olga Lüdeke und Ilse Espe öfter in Erscheinung. Nach drei Ausgaben von 1926 bis 1927 musste Engler das Erscheinen aus finanziellen Gründen wieder einstellen, Engler und einigen ihrer Mitautorinnen gelang jedoch der Wechsel als Autorinnen zur Frauenliebe, einer lesbischen Zeitschrift, die mit einer Auflage von knapp 10.000 Exemplaren eine große Reichweite besaß.

#### Bei derFrauenliebe– 1927 bis 1929
Nach dem Ende der BIF schrieb sie vom Juli 1927 bis zum August 1929 für die Zeitschrift Frauenliebe. Sie war hier in vielfältiger Weise schriftstellerisch aktiv, neben Gedichten, Kurzgeschichten und Fortsetzungsromanen verfasste sie auch bewegungspolitische Texte, in denen sie oft den Verleger der Frauenliebe Carl Bergmann als „Führer der Bewegung“ verklärte. Auffällig ist, dass sie zwischen Dezember 1927 und Dezember 1928 kein einziges Mal in der Frauenliebe auftauchte, dann aber bruchlos wieder an ihre Tätigkeit anknüpfte, über die Gründe dieser Pause ist nichts bekannt. In ihrer Arbeit als Aktivistin versuchte sie besonders auf eine stärkere Beteiligung homosexueller Frauen am Deutschen Freundschaftsverband hinzuarbeiten.

#### Wechsel zurFreundin– 1929 bis 1932
Aufgrund interner Konflikte wechselte sie 1929 zum Verlag von Friedrich Radszuweit, ab 18. September 1929 schrieb sie für Die Freundin sowie vereinzelt in anderen Zeitschriften des Verlags, so den Blättern für Menschenrecht und Das 3. Geschlecht, einer Zeitschrift für Transvestiten.
In vielen Aufrufen und Appellen warb sie seit 1929 insbesondere für den Eintritt lesbischer Frauen in den Bund für Menschenrecht, dessen Vorsitzenden Friedrich Radszuweit, zugleich Verleger der Freundin, sie wie zuvor bereits Carl Bergmann, zum „Führer“ stilisierte.
Am 28. September 1929 eröffnete sie den Damen-Klub „Erâto“ in der Kreuzberger Kommandantenstraße 72, in der zweiten Etage der „Zauberflöte“, einem bekannten Lokal für homosexuelle Männer und Frauen. Solche Damenklubs waren im Gegensatz zu Lokalen, die sich oft auch heterosexuellen Besuchern öffneten, geschätzt als störungsfreie Räume. So hieß es dann auch in einer Ausgabe der Freundin wertschätzend: „Im ‚Erâto‘ bei ‚Selli‘ sind wir aber völlig unter uns!“
Der Klub „Erâto“ blieb dort nicht lang, spätere Veranstaltungen fanden statt unter anderem im Märkischen Hof in der Admiralstraße 18c in Kreuzberg. Das Fassungsvermögen des dort gemieteten Tanzsaals von 600 Personen lässt darauf schließen, dass der Klub ausgesprochen erfolgreich war. Er existierte dort bis zum 8. Januar 1931, als er ein neues Klubheim in der Lindenstraße 110 bezog, Engler annoncierte dies in der Freundin und berichtete dort auch über die Klubtreffen. Eine letzte Anzeige des Damenklubs „Erâto“, diesmal wieder im Märkischen Hof, findet sich im Heft 18 der Freundin vom 6. Mai 1931.

#### Rückzug aus der Bewegung – 1931/32
Danach zog sich Engler als Aktivistin aus der Lesbenbewegung zurück; weder ihr Name noch der des Damenklubs „Erâto“ finden sich in der Folge in der Freundin oder einer anderen bekannten Zeitschrift. Ende April 1932 erschien in der Garçonne noch eine Anzeige für einen Band Kleine Novellen, der im Bergmann-Verlag publiziert wurde. Über die Gründe ihres Rückzugs ist nichts bekannt. Ihre Motivation schien noch wenige Wochen zuvor ungebrochen, als sie sowohl aktivistische wie auch literarische Texte publizierte. Möglicherweise stand dies in Zusammenhang mit zunehmenden wirtschaftlichen Problemen Englers. Ihre eigenen Einnahmen aus der Schriftstellerei hatten sich durch das Erlöschen ihres Verlags verringert und sie wurde auch nicht mehr durch ihre Geschwister mitunterhalten, die eigene Familien gründeten. Die Aufnahme einer Tätigkeit wie zuletzt in den 1920er Jahren erwies sich für sie als Frau in der Weltwirtschaftskrise als schwierig (und blieb es für sie zunehmend durch die ganzen 1930er Jahre).

### Engler im Nationalsozialismus – 1933–1945
Ende 1933 übersandte sie Adolf Hitler ein von ihr verfasstes Theaterstück namens Heil Hitler. Der Reichsdramaturg Rainer Schlösser äußerte sich über das Werk hinsichtlich ihrer Gesinnung lobend, konstatierte aber einen Mangel an „künstlerisch-dramaturgischer“ Qualität und verwehrte die notwendige Zustimmung zu Aufführungen. Im Januar 1934, im September 1938 und 1943 stellte sie wiederholt Anträge zur Aufnahme in die Reichsschrifttumskammer, die sämtlich abgewiesen wurden, da sie nur gelegentliche Veröffentlichungen vorweisen konnte. Anhand der Akten lassen sich Gedichte, Prosatexte, Dramen sowie ein Opernlibretto nachweisen, außerdem hielt sie gelegentlich wohl auch Vorträge; keine dieser Arbeiten ist jedoch überliefert.
Abseits dieser Dinge lassen sich keine weiteren Verbindungen Englers zur NSDAP oder dem NS-Staat finden. Es lässt sich vermuten, dass Engler versuchte, ihre „fragwürdige“ Vergangenheit zu kaschieren und sich an die neuen Gegebenheiten anzupassen, zugleich aber ihren Traum vom Leben als Schriftstellerin weiter zu verfolgen.

### Späte Jahre – 1946 bis 1972
Nach dem Krieg lebte Engler weiterhin in der Ritterstraße im Bezirk Kreuzberg als Schriftstellerin. Im Jahr 1956 observierte das Ministerium für Staatssicherheit die West-Berlinerin kurzzeitig aufgrund einer Verwechslung. Dabei wurde festgehalten, dass sie in ihrer Zwei-Zimmer-Wohnung zwei Untermieter habe, niemand jedoch wisse, wovon sie eigentlich lebe. Soweit bekannt, kam es zu keinen größeren Veröffentlichungen mehr; der Bericht des MfS führt nur vage vereinzelte Zeitungsartikel an. Nach einem Umzug Anfang der 1970er Jahre starb Selli Engler wenig später im April 1972 in Berlin-Marienfelde. Von einem Nachlass ist nichts bekannt.

## Positionen
Engler verstand sich selbst als Autorin, Geschäftsfrau und Aktivistin. Sie warb für die Schaffung unabhängiger sozialer Räume lesbischer Frauen, ob in der Freizeit, der politischen Arbeit oder im Berufsleben. Zugleich suchte sie dabei Begrenzungen der Mehrheitsgesellschaft aufgrund von Klasse, Geschlecht oder Sexualität zu überwinden. Engler repräsentierte dabei eine Haltung, die in der damaligen Bewegung weit verbreitet war und auf die Integration der Betroffenen in die Mehrheitsgesellschaft zielte, weshalb Engler stets Wert darauf legte, dass alle Mitglieder der Bewegung „einwandfrei“ und „respektabel“ sein und dies zugleich öffentlich sichtbar machen sollten. Wichtige Vorbilder für sie waren Lotte Hahm und Friedrich Radszuweit.

## Werk
Von Engler sind etwas über 100 Texte aus der Zeit von 1926 bis 1932 erhalten, neben drei Romanen vor allem Gedichte, Kurzprosa und aktivistische Texte. Alle bekannten Texte stammen aus Veröffentlichungen der zeitgenössischen Lesbenbewegung. Es ist gesichert, dass Engler spätestens seit Ende der 1920er Jahre auch Texte außerhalb lesbischer Medien veröffentlichte; ebenso publizierte sie während des Nationalsozialismus und nach dem Krieg. Keiner dieser Texte ist jedoch als erhalten bekannt.
Größere Veröffentlichungen waren:
- Erkenntnis. Roman, 1927
- Das Leben ist nur noch im Rausch zu ertragen. Roman, 1929 (unvollständig)
- Arme kleine Jett. Roman, 1930
- Kleine Novellen, 1932

2024 wurde mit der Kurzgeschichte Die kleine Jüdin erstmals seit den Originalveröffentlichungen ein Text von Engler nachgedruckt.

## Rezeption
Bereits zeitgenössisch sah Franz Scott Selli Engler neben Lotte Hahm und der nur pseudonym bekannten Charly in herausragender Position als eine der Pionierinnen der Lesbenbewegung. Sie habe es, ebenso wie Lotte Hahm, „verstanden, unter den homosexuellen Frauen eine gewisse Bedeutung zu erringen.Vom Klubwesen des modernen Libertinentums sind diese Namen nicht zu trennen“. In der Frauenliebe erschien 1929 ein anonymes, schwärmerisches Gedicht, das ihr als Replik auf eines ihrer Gedichte gewidmet war.

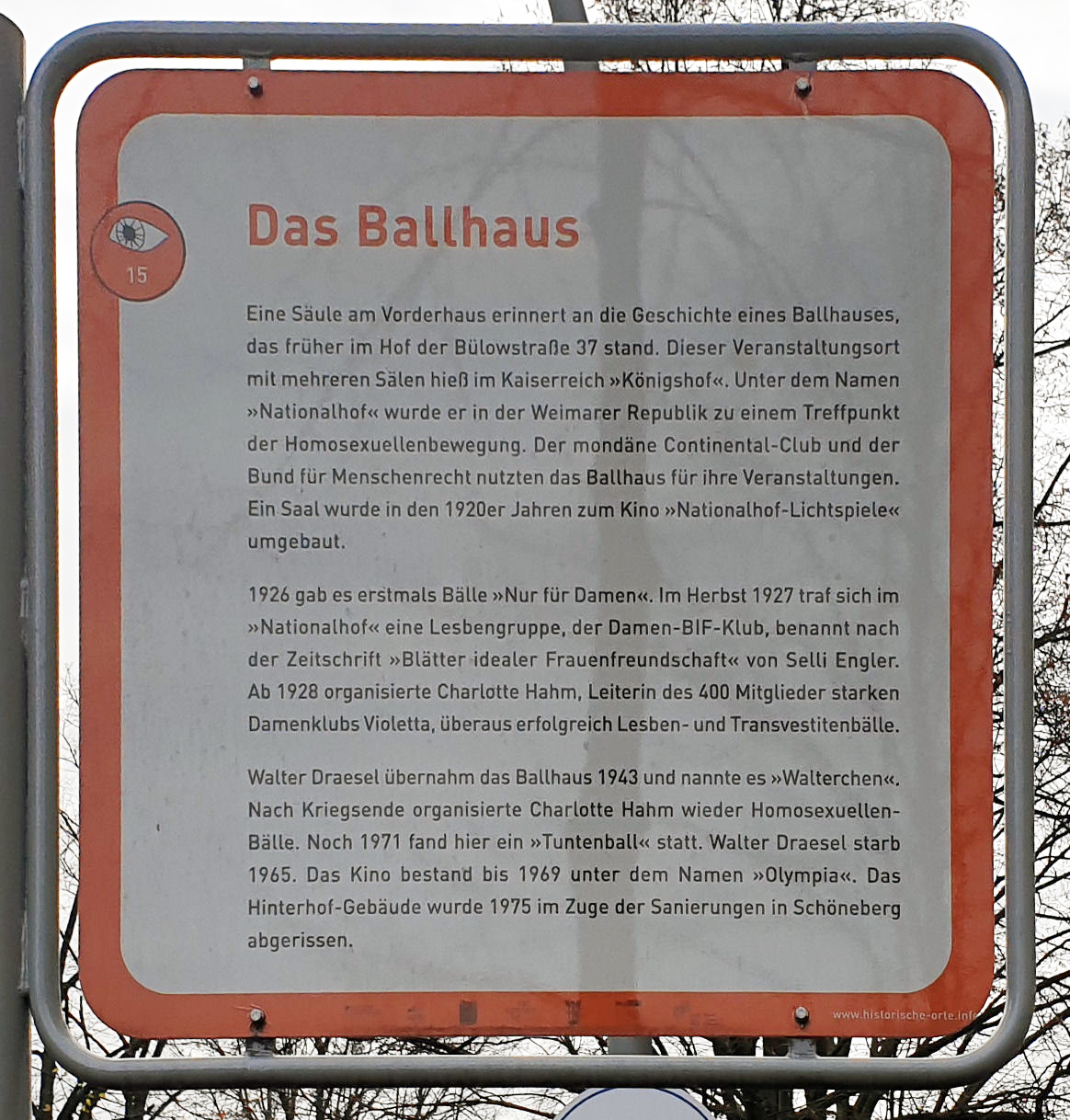
Gedenktafel mit Erwähnung von Engler in Berlin

Engler wird heute vor allem für ihre aktivistische Tätigkeit als eine der „zentralen und langjährigen Macherinnen der lesbischen Subkultur im Berlin der 20er Jahre“ und als „prominente lesbische Kämpferin während der Weimarer Republik“ gewürdigt. Als ungewöhnlich für diese Zeit galt ihr Auftritt: Engler suchte offensiv öffentliche Sichtbarkeit als Clubleiterin, Autorin und Aktivistin, sie nutzte kein Pseudonym und verwandte wiederholt ihr Foto in der Werbung für ihre Bücher und in Mitgliederaufrufen der von ihr geleiteten Organisationen. Marti M. Lybeck sieht in ihr eine der „Anführerinnen innerhalb der organisatorischen Strukturen der Bewegung“ und zusätzlich „eine der aktivsten Personen in der Schaffung sozialer Räume“.
2015 wurde die Benennung einer Berliner Straße nach Engler in Betracht gezogen, die aufgrund ihrer damals unklaren Haltung im Nationalsozialismus allerdings umstritten war; eine Benennung fand letztlich nicht statt.
Alfred Döblin montierte in parodistischer Manier einen Textpassus ihres Werkes Erkenntnis in eine Passage seines Romans Berlin Alexanderplatz, die homosexuelle Liebe zum Thema hat. Die Döblin-Expertin Gabriele Sander spricht in diesem Zusammenhang von Erkenntnis als „höchst trivialen Roman“, dessen „Courths-Mahler-Stil“ Döblin bis zum Spott karikiere.
Doris Claus betont in ihrer Analyse des Romans Arme kleine Jett hingegen den emanzipatorischen Wert des literarischen Werkes. Indem er im realistisch gezeichneten Berliner Künstlerinnenmilieu eine lesbische Lebensweise ohne massive Konflikte mit sozialem Umfeld und Gesellschaft zeichne, entwerfe er eine Utopie und biete die Möglichkeit zur Identifikation. Katie Sutton betont, dass Arme kleine Jett durch Zitate von Otto Weiniger und Anne von den Eken zu maskulinen Frauen ein Beispiel dafür sei, wie ein solcher Text sexualwissenschaftliche Erkenntnisse popularisiere und kritisch kommentiere. Lybeck arbeitete anhand zweier Novellen Englers den Aspekt der shame (Scham) im Sinne einer Übererfüllung bürgerlicher Normen sexueller Selbstdisziplin heraus. Sie versteht diese als konstituierend für das vorherrschende Selbstverständnis lesbischer Aktivistinnen der Zeit als eine „intellektuelle und moralische Elite mit einer erzieherischen und disziplinierenden Mission, die Klassenmobilität und die Emanzipation der Geschlechter miteinander verknüpfte“.

## Forschungsstand
Nach ihrem Rückzug aus der Lesbenbewegung geriet Engler über Jahrzehnte in Vergessenheit. Ab 1984 begann ihre Wiederentdeckung, ausgelöst durch einen kurzen Text von Katharina Vogel, später erweitert in Arbeiten von Claudia Schoppmann, Heike Schader und Jens Dobler. Doris Claus untersuchte 1987 erstmals literarische Texte von ihr, 2012 und 2015 vertiefte Marti M. Lybeck dies. Noch 2019 nannte Christiane Leidinger sie beispielhaft als eine der „wichtigen Namen von Subkulturaktivistinnen, über die wir noch viel zu wenig wissen“. 2020 wurden ihre biographischen Daten gesichert und um weiterführende Informationen zu ihrem Leben und ihrem Werk ergänzt.

## Nachweise
1. 1 2 3 4 5 6 7 8 9 10 11 12  
Denis Barthel: Selli Engler (1899-1972): Verlegerin, Aktivistin und Dichterin - Addenda zu ihrer Biografie In: Mitteilungen der Magnus-Hirschfeld-Gesellschaft Nr. 64, 2020, S. 26–34, PDF online.
2. ↑  Franz Scott: Das lesbische Weib. Eine Darstellung der konträrsexuellen weiblichen Erotik. Pergamon, Berlin, S. 40.
3. ↑  Selli Engler: „Vom Stiftungsfest“ In: Frauenliebe, 4. Jahrgang Nr. 36, S. 3.
4. 1 2 3  
Denis Barthel: Selma Engler (1899-1972), eine Bibliographie In: Mitteilungen der Magnus-Hirschfeld-Gesellschaft Nr. 65/66, 2020, S. 21–25, PDF online.
5. ↑  
Amy D. Young: Club Of Friends: Lesbian Periodicals In The Weimar Republic In: Mary McAuliffe, Sonja Tiernan (Hrsg.): Tribades, Tommies and Transgressives; History of Sexualities: Volume I, Band 1. 2009, ISBN 1-4438-0788-5, S. 169.
6. 1 2 3  
Denis Barthel: Selli Englers Die BIF - Anmerkungen zu ihrer Editionsgeschichte In: Mitteilungen der Magnus-Hirschfeld-Gesellschaft Nr. 64, 2020, S. 35–38, PDF online.
7. 1 2 3  Christiane Leidinger: Eine „Illusion von Freiheit“ – Subkultur und Organisierung von Lesben, Transvestiten und Schwulen in den zwanziger Jahren. In: Ingeborg Boxhammer, Christiane Leidinger (Hrsgg.): Online-Projekt Lesbengeschichte. Berlin 2008, Online, Zugriff am 28. Juni 2013.
8. 1 2 3 4  Heike Schader: Virile, Vamps und wilde Veilchen – Sexualität, Begehren und Erotik in den Zeitschriften homosexueller Frauen im Berlin der 1920er Jahre. 2004, ISBN 3-89741-157-1, S. 74–76.
9. ↑  Selli Engler: Unser Führer hat gesprochen. Eine kleine Mahnung an alle. In: Blätter für Menschenrecht, 12/8, Dezember 1930, S. 14/15.
10. ↑  Selli Engler: Ein Stern In: Das 3. Geschlecht 1930 (Jg. 1), Nr. 2 (September 1930), S. 8.
11. 1 2  Julia Hürner: Lebensumstände lesbischer Frauen in Österreich und Deutschland – von den 1920er Jahren bis zur NS-Zeit. (PDF; 657 kB). Dissertation 2010, S. 48–50, Zugriff am 28. Juni 2013.
12. ↑  Katharina Vogel: Zum Selbstverständnis lesbischer Frauen in der Weimarer Republik. Eine Analyse der Zeitschrift „Die Freundin“, 1924–1933. In: Eldorado: Homosexuelle Frauen und Männer in Berlin 1850–1950, Geschichte, Alltag und Kultur. Berlin 1984, ISBN 3-92149536-9, S. 165.
13. 1 2 3 4  Marti M. Lybeck: Desiring Emancipation: New Women and Homosexuality in Germany, 1890–1933. State University of New York Press, 2014, ISBN 9781438452234, S. 151–188.
14. 1 2 3 4  Marti M. Lybeck: Writing Love, Feeling Shame: Rethinking Respectability in the Weimar Homosexual Women’s Movement. In S. Spector, H. Puff, D. Herzog (Hrsg.): After The History of Sexuality: German Genealogies with and Beyond Foucault, 2012, S. 156–168.
15. ↑  Selli Engler: Die kleine Jüdin. In: Janin Afken, Liesa Hellmann (Hrsg.): Queere jüdische Gedichte und Geschichten: in homosexuellen Zeitschriften zwischen 1900 und 1932. Hentrich und Hentrich Verlag Berlin, Leipzig 2024, ISBN 978-3-95565-614-0, S. 160–165.
16. ↑  Franz Scott: Das lesbische Weib. Eine Darstellung der konträrsexuellen weiblichen Erotik, 1933, S. 56
17. ↑  Anonym: Fräulein Selli Engler gewidmet. In: Frauenliebe. Band 4, Nr. 7. Bergmann, Berlin 13. Februar 1929, S. 4.
18. ↑  Persönlichkeiten in Berlin 1825–2006 – Erinnerungen an Lesben, Schwule, Bisexuelle, trans- und intergeschlechtliche Menschen. Hrsg.: Senatsverwaltung für Arbeit, Integration und Frauen. Berlin 2015, ISBN 978-3-9816391-3-1, S. 28–29.
19. ↑  Jens Dobler: Von anderen Ufern: Geschichte der Berliner Lesben und Schwulen in Kreuzberg und Friedrichshain. 2003, ISBN 978-3-86187298-6, S. 108.
20. ↑  Micha Schulze: Berlin-Xhain will eine Straße nach einer Lesbe benennen – die „B.Z.“ schäumt. www.queer.de, 22. Oktober 2015, Zugriff am 31. Juli 2019.
21. ↑  Gabriele Sander: Alfred Döblins Berlin Alexanderplatz – ein Text aus Texten. Literarische Paraphrasen und Parodien in intertextueller Betrachtung. In: Marily Martínez de Richter (Hrsg.): Moderne in den Metropolen. Roberto Arlt und Alfred Döblin. Internationales Symposium, Buenos Aires – Berlin 2004. Königshausen & Neumann, Würzburg 2005, ISBN 3-8260-3198-9, S. 129.
22. 1 2  Doris Claus: Selbstverständlich lesbisch in der Zeit der Weimarer Republik. Eine Analyse der Zeitschrift „Die Freundin“. Bielefeld 1987, S. 76–93.
23. ↑  Katie Sutton: The Masculine Woman in Weimar Germany. Berghahn Books, Oxford / New York 2011, ISBN 978-0-85745-121-7, S. 108, doi:10.1515/9780857451217.
24. ↑  Christiane Leidinger: Marginalisierte und oft vergessene Intersektionalität(en): Feministisch bewegte Geschichte, Debatten und Politik von Lesben in: CGC online papers, Band 3: Marianne Schmidbaur/Ulla Wischermann (Hrsg.): Feministische Erinnerungskulturen. 100 Jahre Frauenstimmrecht – 50 Jahre Autonome Frauenbewegung. Frankfurt am Main 2019, S. 49.

| Personendaten    | Personendaten                                 |
| ---------------- | --------------------------------------------- |
| NAME             | Engler, Selli                                 |
| ALTERNATIVNAMEN  | Engler, Selma                                 |
| KURZBESCHREIBUNG | deutsche Aktivistin der ersten Lesbenbewegung |
| GEBURTSDATUM     | 27. September 1899                            |
| GEBURTSORT       | Schwiebus                                     |
| STERBEDATUM      | 30. April 1972                                |
| STERBEORT        | West-Berlin                                   |